# Refinaria de petróleo

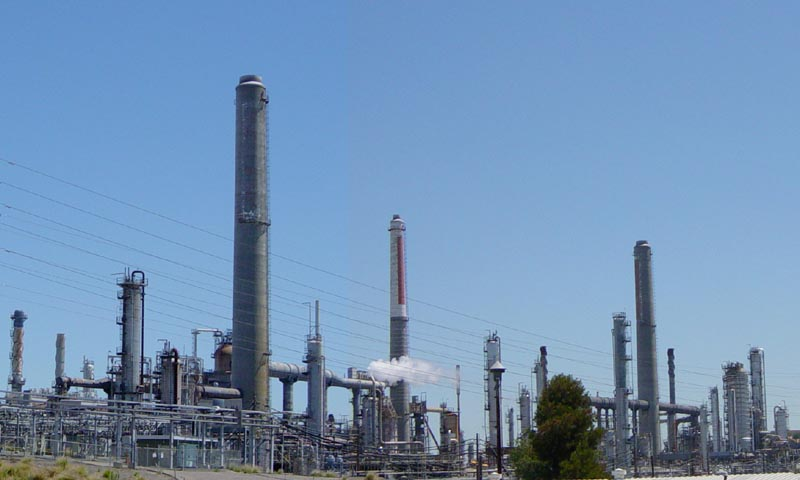
Refinaria de petróleo.

Refinaria também conhecido como destilarias de petróleo que realizam o processo químico de limpeza e refino do óleo cru extraído dos poços e minas de óleo bruto, produzindo diversos derivados de petróleo, como lubrificantes, aguarrás, asfalto, coque, diesel, gasolina, GLP, nafta, querosene, querosene de aviação e outros.
O petróleo bruto (não processado) é composto de diversos hidrocarbonetos, com propriedades físico-químicas diferentes. Por isso, tem pouca utilidade prática ou uso.
No processo de refino, os hidrocarbonetos são separados, por destilação, e as impurezas removidas.
Da refinaria, os produtos saem por oleodutos até as indústrias petroquímicas (que usam o GLP para fazer plásticos, por exemplo) ou rumo às distribuidoras de combustível. Estes produtos podem então ser utilizados em diversas aplicações.

Esquema mostrando o processo de refino do óleo cru.

## Refinação

### Principais produtos[2]
- Asfalto (usado na pavimentação e vedação)
- Diesel / óleo diesel
- Nafta
- Óleo combustível
- Gasolina (usado em motores a gasolina)
- Querosene e querosene de aviação (usado na iluminação e como combustível para aviões)
- Gás liquefeito de petróleo
- Óleos lubrificantes (usado para lubrificação e impermeabilização por craqueamento)
- Ceras de parafinas e graxas (usado para lubrificação e impermeabilização)
- Coque do Petróleo (combustível e eletrodos de carbono)
- Solventes (usado na industria e fluído para isqueiros)

### Processos normalmente encontrados em uma refinaria
- Dessalgação: processo de remoção de sais do óleo bruto.
- Destilação atmosférica: processo em que o óleo bruto é separado em diversas frações sob pressão atmosférica.
- Destilação à vácuo ou destilação a pressão reduzida: processo em que o resíduo da destilação atmosférica é separado em diversas frações sob pressão reduzida.
- Hidrotratamento
- Reforma catalítica
- Craqueamento/cracking catalítico: processo em que moléculas grandes (de menor valor comercial) são "quebradas" em moléculas menores (de maior valor comercial) através de um catalisador.
- Tratamento Merox
- Craqueamento/cracking retardado/térmico: processo em que moléculas grandes (de menor valor comercial) são "quebradas" em moléculas menores (de maior valor comercial) pela ação de temperaturas elevadas.
- Alquilação/alcoilação

### Gasolina
A Gasolina é uma mistura complexa de hidrocarbonetos, oleofínicos, naftênicos e aromáticos com uma faixa de ebulição entre 30 °C a 220 °C. Aditivos são adicionados na gasolina de modo a se obter algumas características desejadas. Para obter a gasolina, diversas frações de petróleo, em sua maioria naftas, são misturadas.

### Diesel
O Diesel é formado predominantemente por hidrocarbonetos  e sua faixa de ebulição é de 150 °C a 380 °C. O Diesel é utilizado em motores de ICO (ignição por compressão) e têm um rendimento melhor que o rendimento de motores a gasolina. A taxa de compressão desses motores é de 15:1 a 24:1.

## Meio Ambiente
As refinarias são complexos industriais que ocupam grandes áreas e, durante o processo, inevitavelmente são gerados grandes impactos ao meio ambiente.
Dentre os principais impactos, estão as emissões atmosféricas de poluentes como NOx, SOx, VOC e CO2; elevadas cargas orgânicas nos efluentes líquidos; e resíduos sólidos diversos como solos contaminados, borras oleosas etc.